# Thor August Odencrantz
Thor August Odencrantz, född 22 januari 1782 på Vårdsberg i Östergötland, död 29 oktober 1829 på Torpa herrgård i Ljungarums socken, Jönköpings län, var en svensk tecknare, grafiker och hovrättsråd. Han var far till Thor Hartwig Odencrantz.
Odencrantz var son till Johan Rhyzelius (adlad Odencrantz) och Andréetta Fredrika Fröberg och gift första gången 1809 med friherrinnan Hillevi Posse af Säby (1787–1810) och andra gången från 1814 med friherrinnan Augusta Carolina Lovisa Johanna Fleetwood (1785–1857). Odencrantz var mycket kulturellt intresserad och ägnade sig på lediga stunder åt musik, teckning och målning. För Jönköpings läns hushållningssällskap redigerade och illustrerade han de första 16 häftena som utgavs varav en var med en kolorerad etsning över Ljungarums socken.